# Asteroids
Asteroids är ett arkadspel från Atari år 1979. Året efter (1980) släpptes även Asteroids DeLuxe, en något mer avancerad variant och ytterligare något senare samma år släpptes Space duel som tillät två spelare samtidigt och även hade färggrafik. Alla tre spelen bygger på vektorgrafik.

## Spelets idé
Upplägget är att spelaren styr en rymdfarkost som befinner sig i ett asteroidbälte. Farkosten är utrustat med en laserkanon, kan roteras medurs och moturs, förflyttas genom att slå på raketmotorn samt göra hopp i hyperrymden. Vid varje ny nivå finns det endast stora asteroider i rymden och dessa gäller det att pulverisera med laserkanonen. Vid träff bryts stenarna ned till två mindre och en träff på en av dessa ger ytterligare två ännu mindre stenar, om sedan en av dessa träffas så pulveriseras stenen. De stora stenarna ger 20 poäng, mellanstorleken 50 poäng och de minsta 100 poäng. När alla stenarna är pulveriserade tas man till en ny rymd med nya stora stenar och det hela upprepas. Allt eftersom nivåerna ökar blir antalet stora stenar fler (till en viss gräns). Vid jämna mellanrum dyker det upp vapenbestyckade flygande tefat som försöker utradera spelarens farkost. Dessa är av två olika varianter, stora (ganska harmlösa) samt små (ettriga och livsfarliga). Tefaten måste även de bekämpas med laserkanonen och de stora ger 200 poäng och de små 1 000 poäng vid träff. Men det gäller även att se upp för tefatens kanoner.

## Tekniska detaljer
- Svartvit vektorgrafik
- Processor MOS 6502 som klockats till 1,5 MHz.

### Fotnoter
1. ↑  ”Asteroids” (på engelska). Gamefaqs. 18 mars 1979. Arkiverad från originalet den 10 augusti 2016. https://web.archive.org/web/20160810193529/http://www.gamefaqs.com/arcade/583763-asteroids. Läst 29 juli 2016.